# Jugubracon ferrugineus
Jugubracon ferrugineus är en stekelart som beskrevs av Donald L.J. Quicke 1986. Jugubracon ferrugineus ingår i släktet Jugubracon och familjen bracksteklar. Inga underarter finns listade i Catalogue of Life.